# Derrick Gosselin
Derrick-Philippe Boduin Joseph baron Gosselin (1956) is een Belgisch burgerlijk ingenieur, bestuurder en emeritus hoogleraar aan de Universiteit Gent. Hij is voorzitter van het Belgisch nucleair onderzoekscentrum SCK CEN en vicevoorzitter van het Koninklijk Hoger Instituut voor Defensie.

## Biografie
Gosselin is voorzitter van het studiecentrum voor kernenergie te Mol (SCK CEN) en vicevoorzitter van het Koninklijk Hoger Instituut voor Defensie (KHID). Hij was vicevoorzitter van het Von Karman Institute en van het voormalige Onze-Lieve-Vrouwziekenhuis. 
Hij is verbonden aan de Universiteit van Oxford als associate fellow in futures research aan het Green Templeton College en was van 2006 tot 2022 associate fellow aan de Oxford Martin School. Hij is emeritus hoogleraar aan de faculteit economie en bedrijfskunde van de Universiteit Gent, waar hij buitengewoon hoogleraar strategie was van 2001 tot 2021.
Gosselin is auteur van verschillende boeken, waaronder Toekomstmakers, de kunst van vooruitdenken, dat verscheen in 2010, en Thinking Futures: Strategy at the Edge of Complexity and Uncertainty, dat verscheen in 2016. Gosselin voerde de begrippen "toekomstverkenning" en "beleidsoriënterend" in Vlaanderen in. In 2013 richtte hij aan de Universiteit Gent het Instituut voor Toekomstverkennend Onderzoek op, bedoeld om beter en sneller te kunnen beslissen en anticiperen op grote ingrijpende veranderingen zoals: energie, mobiliteit, onderwijs, sociale zekerheid, gezondheid en veroudering, migratie, droogte, pandemieën en defensie.
Gosselin studeerde ingenieurswetenschappen en economie aan de Universiteit Gent en bestuurswetenschappen aan de universiteit van Oxford en INSEAD. Hij is GUBERNA "Certified Director" en behaalde het brevet Auditeur in de Hoge Studies Defensie en Veiligheid aan het KHID en aan het European Security and Defence College (ESDC). 
Gosselin startte zijn loopbaan bij Arthur Andersen. Tussen 1990 en 2002 had hij verschillende internationale directiefuncties bij Alcatel. In 2002 werd hij bij Suez executive vice president. Van 2009 tot 2012 was hij kabinetschef van de Vlaams minister-president. Hij is de architect van het Nieuw Industrieel Beleid in Vlaanderen.

## Lidmaatschappen
- Lid van de Koninklijke Vlaamse Academie van België voor Wetenschappen en Kunsten (KVAB).
- Lid van de Koninklijke Academie voor Overzeese Wetenschappen (KAOW).
- Lid van de Academia Europaea.
- Lid van de Académie nationale de l'Air et de l'Espace - Air and Space Academy (AAE).
- Fellow Institution of Engineering and Technology (IET).
- Senior Member Institute of Electrical and Electronics Engineers (IEEE).